# マトラ・シムカ・ランチョ
ランチョ（RANCHO）はマトラが1977年から1983年まで生産したレジャー・アクティビティ・ビークルである。マトラブランドでマトラ・シムカによって設計・生産された。 

## 概要

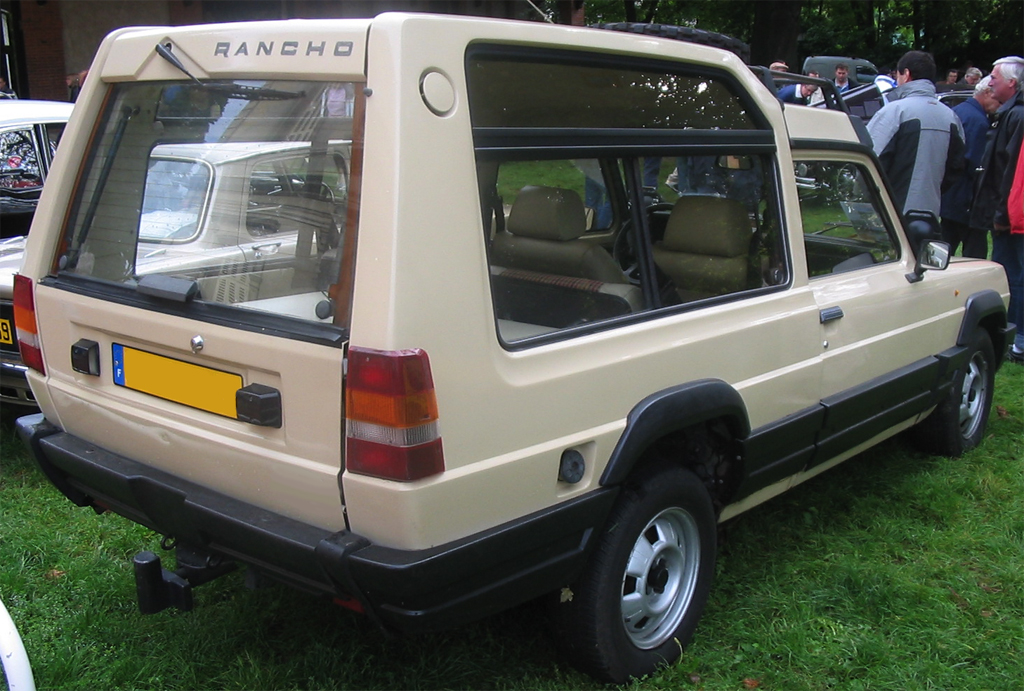
ランチョ・グランドレイド

シムカ・1100の足回りやボディ前半部を用いて、オフロードカー風のスタイルを持つFRP製の車体を架装している。エンジンは一回り上級のシムカ・1308と同じOHV1422cc80馬力を搭載し、最高速度145km/hをマークした。SUV風の外見ではあるが、四輪駆動仕様は存在しない。
当時存在しなかった「オフロードカーの雰囲気だけを楽しむ車」を安価に製造するために、様々な車種からパーツを集めたものであった。
1980年以降はシムカのブランド名が消滅したため、タルボ・マトラ・ランチョ （Talbot Matra Rancho ）と呼ばれるようになった。その後、マトラが自社開発したミニバンであるルノー・エスパスの生産に注力するため、1983年に生産を終了した。総生産台数は約5万6,000台。当時の日本へは正規輸入はされていない。

## シリーズとバージョン
- ランチョ「ベース」（1977年-1984年）
- ランチョ「X」（1980年-1984年）
- ランチョ「AS」（1980年-1984年）
- ランチョ「グランドレイド」（1980年-1981年）
- ランチョ「レジャー」、ランチョ「ジャンヌ・ウィンド」（1980年）
- ランチョ「ミッドナイト」（1981年）
- ランチョ「Découvrable」（1981年）
- ランチョ「AS Découvrable」（1981年）
- ランチョ「ブッシュ」
- ランチョ「ダボス」（ドイツの輸入業者による特別シリーズ）

## 映像でのランチョ
ランチョは、ソフィー・マルソー主演の映画「ラ・ブーム」と「ラ・ブーム2」の主な乗り物として登場する。劇中ではクロード・ブラッスールが運転する。
また、スキーヤーのEnak Gavaggioがさまざまな種類のスキーに挑むWebシリーズの名前の一部にもなっている。 